# Fort York
Fort York est un fort de construction anglaise construit à l'emplacement de l'actuelle ville de Toronto qui fut l'objet de deux invasions américaines lors de la guerre de 1812.
Fort York est un site historique de fortifications militaires et des bâtiments s'y rattachant à l'ouest du centre-ville de Toronto. Le fort est construit par l'armée britannique et des troupes militaires canadiennes à la fin du XVIIIe siècle et au début du XIXe siècle afin de défendre la nouvelle colonie et la nouvelle capitale de la région du Haut-Canada d'une possible attaque militaire principalement du nouveau pays que sont les États-Unis.

## Création
En 1793, le Lieutenant-gouverneur John Graves Simcoe autorise une garnison sur le site actuel de Fort York, situé à l'ouest de l'embouchure de Garrison Creek sur la rive nord-est du lac Ontario. Le gouverneur Simcoe reconnait Toronto comme un site parfait pour l'établissement d'une colonie et sa défense à cause de son port naturel et de la distance raisonnable des États-Unis. Il décide alors de faire de Toronto (appelé à cette époque York) la capitale du Haut-Canada, et le siège de son gouvernement. Les premiers édifices parlementaires et la ville sont érigés à 2,4 km à l'est du fort.

## Bâtiments

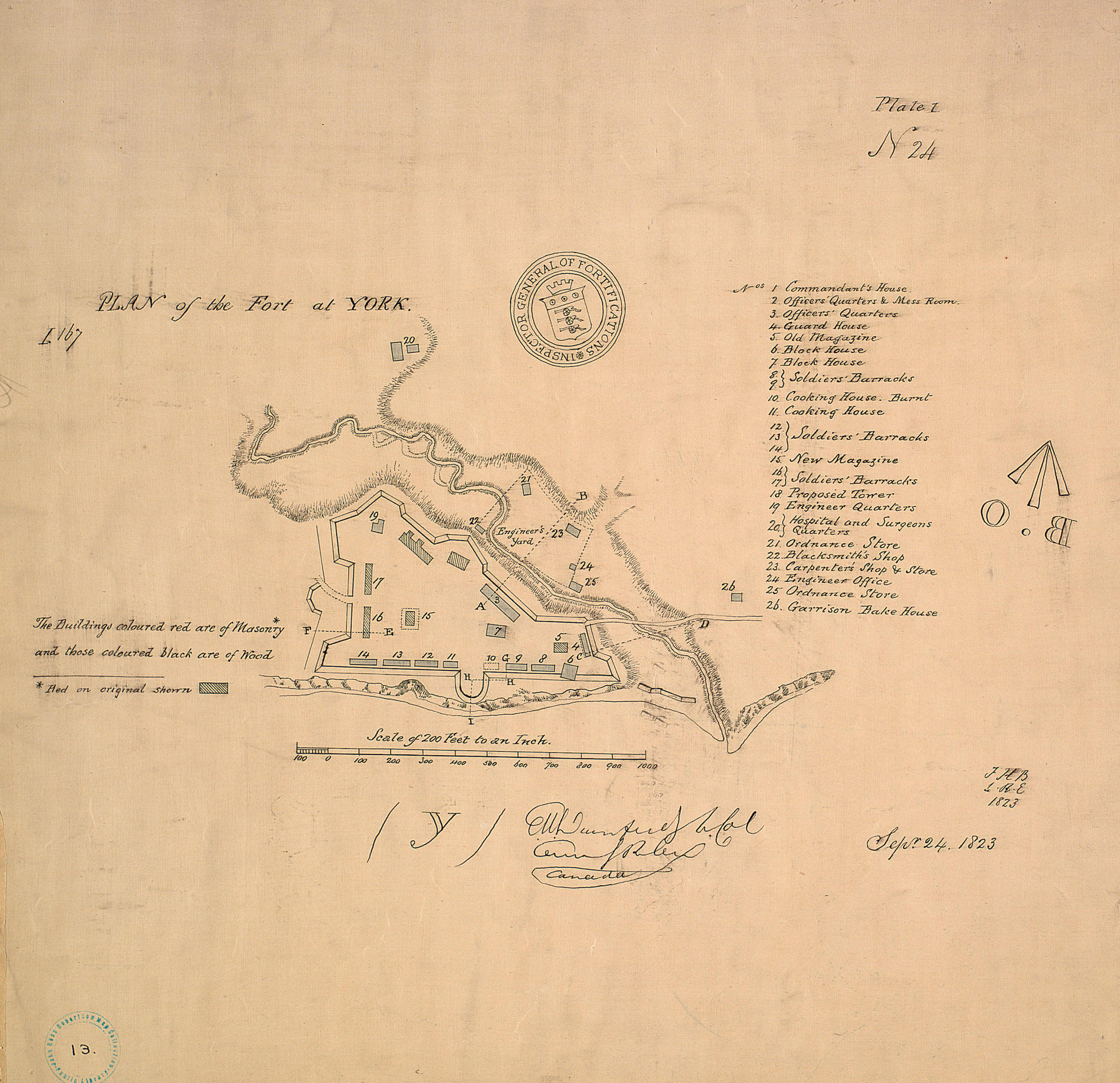
Plan du Fort York en 1823

Les premiers bâtiments sont construits par les ingénieurs royaux.

### 1813
- Guérite n°1

- Guérite n°2

### 1814
- Magasin en brique

### 1815
- Baraquements en brique
- Poudrière en pierre

### 1826
- Baraquements et mess des officiers en 1826

### 1830
- Baraquements des officiers juniors en 1930

La reconstruction du Fort York débute en 1932-1934 et sa restauration en 1985. Ces bâtiments représentent quelques-unes des plus anciennes constructions de Toronto qui sont encore debout.

## Unité
Unités de l'armée cantonnées au Fort York à travers les temps :
Britannique
- 13e Hussards
- 19e Light Dragoons
- Artillerie Royal
- Ingénieurs Royal sapeurs et mineurs (Sappers and Miners Ingeneers)
- 1er Régiment d'infanterie
- 6e Régiment d'infanterie
- 8e Régiment  d'infanterie -unité actuellement représentée au Fort
- 15e Régiment d'infanterie
- 16e Régiment d'infanterie
- 17e Régiment d'infanterie
- 23e Régiment d'infanterie
- 24e Régiment d'infanterie
- 29e Régiment d'infanterie
- 30e Régiment d'infanterie
- 32e Régiment d'infanterie
- 37e Régiment d'infanterie
- 41e Régiment d'infanterie
- 43e Régiment d'infanterie
- 47e Régiment d'infanterie
- 49e Régiment d'infanterie
- 60e Régiment d'infanterie
- 66e Régiment d'infanterie
- 68e Régiment d'infanterie
- 70e Régiment d'infanterie
- 71e Régiment d'infanterie
- 73e Régiment d'infanterie
- 76e Régiment d'infanterie
- 79e Régiment d'infanterie
- 81e Régiment d'infanterie
- 82e Régiment d'infanterie
- 83e Régiment d'infanterie
- 85e Régiment d'infanterie
- 89e Régiment d'infanterie
- 92e Régiment d'infanterie
- 93e Régiment d'infanterie
- 97e Régiment d'infanterie
- 100e Régiment d'infanterie
- Rifle Brigade
- Milice Canadienne
- Régiment Royal de Nouvelle-Écosse (Royal Newfoundland Regiment)
- Infanterie légère de Glenngarry (Glengarry Light Infantry)
- Régiment Fusilier Royal Canadien (Canadian Rifle Regiment)
- Les Rangers de la Reine (Queen's Rangers)
- Le Bataillon des Vétérans Canadiens (Canadian Veteran Battalion)
- Régiment Royal des Volontaires Canadiens (Royal Canadian Volunteer Regiment)
- 3rd Battalion Military Train

### Liens liés
- Friends of Fort York